# Anne von Böhmen

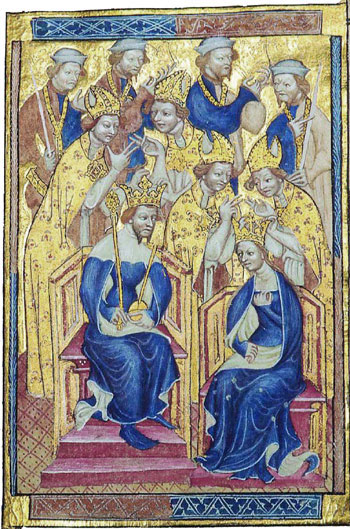
Die Krönung Richards II. von England und seiner ersten Frau Anna von Böhmen. Darstellung aus dem Liber regalis, 14. Jahrhundert.

Anne von Böhmen LG (* 11. Mai 1366 in Prag; † 7. Juni 1394 in Sheen (heute ein Teil Londons bzw. Richmonds)) war durch ihre Ehe mit König Richard II. von England vom 20. Januar 1382 bis 7. Juni 1394 Königin von England, gekrönt wurde sie am 22. Januar 1382. Aus der Ehe gingen keine Kinder hervor.

## Leben

### Herkunft; frühes Leben; Heirat mit König Richard II.
Anne war die älteste Tochter des römisch-deutschen Kaisers Karl IV. mit seiner vierten Frau Elisabeth von Pommern, Schwester des späteren Kaisers Sigismund und Halbschwester König Wenzels von Böhmen. Über ihre Kindheit und Jugend ist wenig bekannt. Sie scheint eine zwanglose Erziehung am Kaiserhof erhalten zu haben. Mindestens die drei Sprachen Deutsch, Latein und Tschechisch dürfte sie fließend beherrscht haben.
Die Initiative zur Anbahnung der Heirat zwischen Anne und König Richard II. von England ging von Papst Urban VI. aus. Wegen des damaligen Schismas der katholischen Kirche wurde kurz nach Urban VI. im September 1378 der von Frankreich unterstützte Gegenpapst Clemens VII. gewählt. Urban VI. hatte vor allem im neuen römisch-deutschen König Wenzel, dem Halbbruder Annes, und in Richard II. seinen Verbündeten. Zur Vertiefung der Beziehungen zwischen seinen beiden Unterstützern plante er etwa im Frühjahr 1379 die Heiratsallianz zwischen der Kaisertochter und dem englischen König. Damals verhandelten drei englische Gesandte in Mailand um die Hand von Caterina Visconti, einer Tochter des Herrn der Stadt, Bernabò Visconti. Der Papst rief die Gesandten zu sich, um ihnen seinen Heiratsvorschlag für Richard II. zu unterbreiten. Kurz zuvor war der Erzbischof von Ravenna, Pietro Pileo di Prata, als päpstlicher Legat in gleicher Mission nach Prag zu König Wenzel gereist und bei diesem auf große Zustimmung gestoßen. Wenzel erhoffte sich von einer Zusammenarbeit mit den Plantagenet eine Begünstigung seiner Italienpläne sowie Hilfe bei der Erlangung des Kaisertitels. Zwei der in Italien weilenden englischen Gesandten, Michael de la Pole, 1. Earl of Suffolk und John Burley, begaben sich zu weiteren Gesprächen mit Wenzel sowie dem Erzbischof von Ravenna nach Böhmen und äußerten sich dann in London positiv über das Eheprojekt. Neue, 1380 in Böhmen geführte Verhandlungen verliefen reibungslos.
Ende 1380 reisten Thomas Holland, 2. Earl of Kent und zwei weitere englische Gesandte nach Flandern, um mit den Bevollmächtigten König Wenzels die Heiratsverhandlungen zu finalisieren. Nach der Einigung auf einen Vertragsentwurf im März 1381 begaben sich die Verhandlungsteams nach London, wo am 2. Mai 1381 in Anwesenheit Richards II. sowie des Adels und Klerus der formelle Heiratskontrakt unterzeichnet wurde. Bei dieser Gelegenheit wurde auch ein dauerhaftes Bündnis zwischen Richard II. und König Wenzel geschlossen. Danach erschienen Simon Burley und George Felbrigg in Prag, trafen Wenzel und sorgten für die am 1. September 1381 erfolgte Ratifizierung des Vertrags, der neben der Heiratsvereinbarung u. a. auch ein Handelsabkommen umfasste. In der Folge kam es zu einigen Verzögerungen. Der Herzog von Sachsen führte Anne nach Brüssel, wo sie die Ankunft der englischen Gesandten abwartete, die sie abholen sollten. König Karl V. von Frankreich hatte zwölf Kriegsschiffe entsandt, um Anne auf ihrer bevorstehenden Seereise nach England abzufangen. Auf Protest von Annes Onkel, des Herzogs von Brabant, beorderte der bereits auf dem Totenbett liegende Karl V. sein Geschwader wieder zurück. Daraufhin reiste Anne in Begleitung des Herzogs von Brabant nach Gravelines, wurde hier von den Earls of Salisbury und Devonshire empfangen und nach Calais geleitet. Von dort setzte sie am 18. Dezember 1381 nach Dover über.
Kurz nach Annes Landung in Dover schleuderte ungewöhnlich starker Seegang die Schiffe im Hafen gegeneinander und jenes Schiff, mit dem sie den Ärmelkanal überquert hatte, wurde dabei zerstört. Dieses Ereignis wurde vom Chronisten Thomas Walsingham überliefert, der es als böses Omen betrachtete. Der Herzog von Lancaster geleitete Anne nach Canterbury und danach durch Kent nach Leeds Castle, wo sie bis Anfang 1382 blieb. Am 18. Januar hielt sie ihren feierlichen Einzug in London. Zwei Tage danach vermählten sich Richard II. und Anne in der Westminster Abbey in einer durch den Bischof von London, Robert Braybrooke, geleiteten Hochzeitszeremonie. Am 22. Januar 1382 wurde Anne durch den Erzbischof von Canterbury, William Courtenay, in derselben Kirche gekrönt.

### Königin
Englische Kritiker wie Walsingham bemängelten die hohen Kosten, welche die Ehe für Richard II. verursachte. Sie waren unzufrieden über die finanziellen Abmachungen des Ehekontrakts, denn entgegen den Erwartungen erhielt Anne keine Mitgift; vielmehr befand sich ihr Bruder in großer pekuniärer Verlegenheit. Dagegen hätte eine Heirat des englischen Königs mit einer italienischen Fürstentochter wohl eine üppige Mitgift eingebracht. Richard II. hatte König Wenzel 1381 die Summe von 12.000 Florins zu leihen versprochen und ein Viertel dieses Betrags bei der Unterzeichnung des Heiratsvertrags bezahlt, woraufhin weitere Ratenzahlungen folgten. Mit diesem Darlehen wollte Wenzel seinen Romzug finanzieren. Auch gegenüber den Verwandten und Dienern seiner Gattin zeigte sich der englische König spendabel. So gewährte er u. a. dem Herzog Przemislaus I. von Teschen, der maßgeblich Richards Ehe mit Anne ausverhandelt hatte, ein Jahresgehalt von 500 Mark. Anne hatte zahlreiche böhmische Gefolgsleute mit nach England gebracht, die zusätzliche Ausgaben für die bereits sehr kostspielige Hofhaltung verursachten. Einige ihrer Hofdamen wurden etwa auf Kosten des Königs mit Kammerdienern und Esquires verheiratet, und manche böhmische Beamte erhielten einträgliche Pfründen. Diese Zuwendungen des Königs an die Landsleute seiner Gemahlin riefen in England Unmut hervor. Zudem wurden auch die vom englischen Hof in die Heiratsallianz mit dem römisch-deutschen König gesetzten politischen Hoffnungen enttäuscht, da sich Wenzel weder dazu bereitfand, sich nachhaltig für die Beendigung des kirchlichen Schismas einzusetzen, noch das Bündnis mit England als Beistandspakt gegen den französischen König Karl VI. aufzufassen.
Im Gegensatz zu ihrer böhmischen Entourage scheint Anne selbst mit der Zeit eine gewisse Beliebtheit beim englischen Volk erlangt zu haben. Ihre Ehe mit Richard II. wird von vielen Biographen als glücklich charakterisiert. Der König empfand offenbar eine tiefe Zuneigung zu seiner Gattin, woraus sich auch seine Freigebigkeit gegenüber ihrer böhmischen Gefolgschaft erklärt. Seine Verbundenheit mit Anne zeigt sich etwa darin, dass er sie öfters auf ausgedehnte Reisen durch sein Königreich mitnahm, so bereits bald nach der Heirat im Frühsommer 1382, als er mit ihr eine ausgedehnte Tour in den Südwesten Englands machte. Dabei besuchten sie u. a. Bristol sowie Calne und legten unterwegs Aufenthalte in mehreren großen Abteien ein. 1383 führte das Königspaar eine gemeinsame Reise zu Pilgerzentren in Ostengland.
Anne hielt sich politisch im Hintergrund; sie soll sich aber 1387 beim Papst Urban VI. für den Scheidungswunsch von Robert de Vere, Duke of Ireland eingesetzt haben. Der Herzog war ein Günstling des Königs und begehrte die Trennung von seiner Gemahlin Philippa de Coucy, um eine böhmische Hofdame der Königin, Agnes de Launcekrona, ehelichen zu können. Dieses Vorhaben stieß bei englischen Hochadligen auf scharfe Ablehnung, da Philippa eine Tochter von Enguerrand VII. de Coucy, Earl of Bedford sowie eine Kusine ersten Grades des Königs selbst war.
Mehrmals trat Anne als Vermittlerin in politischen Konflikten auf, wie es für Königinnen im Mittelalter üblich war. Während des Konflikts Richards II. mit dem „Gnadenlosen Parlament“ (englisch „Merciless Parliament“), in dessen Verlauf der König entmachtet und die Regierung von fünf hochadligen Lords Appellant übernommen worden war, setzte sich Anne laut dem Chronisten Henry Knighton im März 1388 erfolgreich bei den Appellants für das Leben von zum Tode verurteilten Richtern ein. Simon Burley, ein sehr einflussreicher Mann am Hof Richards II., der in Prag die Heirat des Königs mit Anne verhandelt hatte, wurde damals vom Parlament wegen Hochverrats angeklagt. Wegen seiner Rolle für das Zustandekommen ihrer Ehe mit Richard II. war die Königin besonders an Burleys Schicksal interessiert und sie bat die Lords Appellant im Mai 1388 drei Stunden lang kniend flehentlich um die Schonung seines Lebens. Diese Intervention war jedoch vergeblich; vielmehr riet der Earl of Arundel Anne, lieber für sich selbst und ihren Gemahl zu beten. Im nächsten Jahr vermochte Richard II. seine Macht zurückzuerlangen.
Als der König 1392 ein Darlehen von 1000 Pfund von der Stadt London verlangte, lehnten die Bürger dieses Begehren ab und hätten sogar fast einen willigen Kreditgeber umgebracht. Der verärgerte Richard II. ließ den Bürgermeister sowie andere hohe Funktionsträger inhaftieren und wollte der Stadt ihre Privilegien entziehen. Die Londoner wandten sich an Anne als Vermittlerin, die diese Rolle erfolgreich übernahm. Am 21. August 1392 zog Richard II. mit seiner Gemahlin, die edelsteinverzierte Gewänder und eine goldene Krone trug, in einem prunkvollen Festzug durch London, und das Königspaar wurde überall begeistert empfangen. Ein zeitgenössischer Dichter, Richard Maidstone, verfasste einen minutiösen Bericht über die damaligen Festlichkeiten in lateinischen Versen. Die Prozession endete in Westminster Hall, wo Richard II. im Court of King’s Bench Platz nahm und die Königin vor ihm kniete, um für die Londoner um Verzeihung zu bitten. Richard ließ sie neben sich setzen, gewährte dem Bürgermeister erneut sein Vertrauen und übergab ihm die Schlüssel der Stadt. Am 19. September 1392 erhielten der Bürgermeister und die Ratsherren formell ihre Begnadigung.
Wahrscheinlich nahmen Adlige und Prälaten gelegentlich bei Konflikten untereinander die guten Dienste der Königin in Anspruch. 1392 stritten sich etwa der Erzbischof von Canterbury und der Abt von Bury um das als Return of writs bezeichnete Privileg, das sie dazu berechtigt hätte, königliche Erlässe durch ihre eigenen Bailiffs – an Stelle des sonst dafür zuständigen Sheriffs als königlichem Vertreter – in Suffolk durchführen zu lassen. Sie kamen überein, dass vorläufig die von Anne ernannten Bailiffs dieses Privileg ausüben sollten. – Annes Frömmigkeit scheint das in royalen Kreisen übliche Ausmaß übertroffen zu haben. So hatte sie 1382 den Papst Urban VI. um die Erlaubnis ersucht, das Fest ihrer Patronin, der heiligen Anna, in England feierlicher als bisher üblich zelebrieren zu dürfen. Ihr Interesse am Lesen der Bibel in der englischen Volkssprache ist bezeugt.

### Tod
Als Anne am 7. Juni 1394 nach zwölfjähriger kinderloser Ehe im Alter von nur 28 Jahren wohl an der Pest starb, wurde Richard II. nach dem Bericht des Chronisten John Stow „wild vor Trauer“ und ließ die Residenz in Sheen, in der sie starb, mitsamt den umliegenden Gebäuden abreißen. Er konnte es nämlich nicht ertragen, durch den Sheen-Palast, der ihr gemeinsames Lieblingsdomizil gewesen war, an Anne erinnert zu werden. Ferner schwor er, außer Kirchen ein Jahr lang kein Gebäude zu betreten, in dem er mit Anne gemeinsame Zeit verlebt hatte. Das Begräbnis wurde auf den 3. August 1394 verschoben, um es möglichst prunkvoll gestalten zu können. Sämtliche Magnaten seines Königreichs mussten bereits am 29. Juli mit ihren Frauen nach London kommen und dem Leichnam der verstorbenen Königin am Tag vor der Beerdigung das Grabgeleit von Sheen nach Westminster geben. In Flandern wurde eine große Menge an Wachs für die Fackeln beschafft. Der Earl of Arundel, einer der fünf Lords Appellant von 1388, nahm nicht an der Prozession teil, die Annes Leichnam bei der Überführung von der St Paul’s Cathedral nach Westminster begleitete, und bat nach seiner verspäteten Ankunft in der Abtei um die Erlaubnis, wegen dringender Geschäfte bald wieder gehen zu dürfen. Richard II. war über die offensichtliche Beleidigung empört und schlug dem Earl so heftig ins Gesicht, dass dieser blutete. Der König ließ den Earl noch am gleichen Tag in den Tower abführen, ordnete aber eine Woche später dessen Freilassung an. Er befahl die Errichtung eines prächtigen Grabmals für seine Gattin in der Kapelle Eduard des Bekenners in der Westminster Abbey.

### Nachleben
Es wird vermutet, dass in Annes Gefolge mitreisende böhmische Adelige und die Zunahme böhmischer Studenten an englischen Universitäten zur Verbreitung des Gedankenguts des Reformators John Wyclif in Böhmen mit dem entsprechenden Einfluss auf die spätere Hussitenbewegung beitrugen.
Aus Annes Besitz soll auch die sogenannte Pfälzische Krone stammen, die heute im Residenzmuseum München aufbewahrt wird; sie ist die älteste erhaltene Krone Englands.

## Vorfahren
| Heinrich VII. | Heinrich VII. | Heinrich VII. | Heinrich VII. | Heinrich VII.        | Heinrich VII.        |                      |                      | Margarete von Brabant | Margarete von Brabant | Margarete von Brabant | Margarete von Brabant | Margarete von Brabant | Margarete von Brabant |          |          | Wenzel II. König von Böhmen (1271–1305) | Wenzel II. König von Böhmen (1271–1305) | Wenzel II. König von Böhmen (1271–1305) | Wenzel II. König von Böhmen (1271–1305) | Wenzel II. König von Böhmen (1271–1305)      | Wenzel II. König von Böhmen (1271–1305)      |                                              |                                              | Guta von Habsburg                            | Guta von Habsburg                            | Guta von Habsburg | Guta von Habsburg | Guta von Habsburg | Guta von Habsburg |  |  | Wartislaw IV. | Wartislaw IV. | Wartislaw IV. | Wartislaw IV. | Wartislaw IV.           | Wartislaw IV.           |                         |                         | Elisabeth von Schlesien | Elisabeth von Schlesien | Elisabeth von Schlesien | Elisabeth von Schlesien | Elisabeth von Schlesien | Elisabeth von Schlesien |                       |                       | Kasimir von Polen     | Kasimir von Polen     | Kasimir von Polen | Kasimir von Polen | Kasimir von Polen   | Kasimir von Polen   |                     |                     | Anna von Litauen    | Anna von Litauen    | Anna von Litauen | Anna von Litauen | Anna von Litauen | Anna von Litauen |
| Heinrich VII. | Heinrich VII. | Heinrich VII. | Heinrich VII. | Heinrich VII.        | Heinrich VII.        |                      |                      | Margarete von Brabant | Margarete von Brabant | Margarete von Brabant | Margarete von Brabant | Margarete von Brabant | Margarete von Brabant |          |          | Wenzel II. König von Böhmen (1271–1305) | Wenzel II. König von Böhmen (1271–1305) | Wenzel II. König von Böhmen (1271–1305) | Wenzel II. König von Böhmen (1271–1305) | Wenzel II. König von Böhmen (1271–1305)      | Wenzel II. König von Böhmen (1271–1305)      |                                              |                                              | Guta von Habsburg                            | Guta von Habsburg                            | Guta von Habsburg | Guta von Habsburg | Guta von Habsburg | Guta von Habsburg |  |  | Wartislaw IV. | Wartislaw IV. | Wartislaw IV. | Wartislaw IV. | Wartislaw IV.           | Wartislaw IV.           |                         |                         | Elisabeth von Schlesien | Elisabeth von Schlesien | Elisabeth von Schlesien | Elisabeth von Schlesien | Elisabeth von Schlesien | Elisabeth von Schlesien |                       |                       | Kasimir von Polen     | Kasimir von Polen     | Kasimir von Polen | Kasimir von Polen | Kasimir von Polen   | Kasimir von Polen   |                     |                     | Anna von Litauen    | Anna von Litauen    | Anna von Litauen | Anna von Litauen | Anna von Litauen | Anna von Litauen |
|               |               |               |               |                      |                      |                      |                      |                       |                       |                       |                       |                       |                       |          |          |                                         |                                         |                                         |                                         |                                              |                                              |                                              |                                              |                                              |                                              |                   |                   |                   |                   |  |  |               |               |               |               |                         |                         |                         |                         |                         |                         |                         |                         |                         |                         |                       |                       |                       |                       |                   |                   |                     |                     |                     |                     |                     |                     |                  |                  |                  |                  |
|               |               |               |               | Johann von Luxemburg | Johann von Luxemburg | Johann von Luxemburg | Johann von Luxemburg | Johann von Luxemburg  | Johann von Luxemburg  |                       |                       |                       |                       |          |          |                                         |                                         |                                         |                                         | Elisabeth Přemyslovna von Böhmen (1292–1330) | Elisabeth Přemyslovna von Böhmen (1292–1330) | Elisabeth Přemyslovna von Böhmen (1292–1330) | Elisabeth Přemyslovna von Böhmen (1292–1330) | Elisabeth Přemyslovna von Böhmen (1292–1330) | Elisabeth Přemyslovna von Böhmen (1292–1330) |                   |                   |                   |                   |  |  |               |               |               |               | Bogislaw V. von Pommern | Bogislaw V. von Pommern | Bogislaw V. von Pommern | Bogislaw V. von Pommern | Bogislaw V. von Pommern | Bogislaw V. von Pommern |                         |                         |                         |                         |                       |                       |                       |                       |                   |                   | Elisabeth von Polen | Elisabeth von Polen | Elisabeth von Polen | Elisabeth von Polen | Elisabeth von Polen | Elisabeth von Polen |                  |                  |                  |                  |
|               |               |               |               | Johann von Luxemburg | Johann von Luxemburg | Johann von Luxemburg | Johann von Luxemburg | Johann von Luxemburg  | Johann von Luxemburg  |                       |                       |                       |                       |          |          |                                         |                                         |                                         |                                         | Elisabeth Přemyslovna von Böhmen (1292–1330) | Elisabeth Přemyslovna von Böhmen (1292–1330) | Elisabeth Přemyslovna von Böhmen (1292–1330) | Elisabeth Přemyslovna von Böhmen (1292–1330) | Elisabeth Přemyslovna von Böhmen (1292–1330) | Elisabeth Přemyslovna von Böhmen (1292–1330) |                   |                   |                   |                   |  |  |               |               |               |               | Bogislaw V. von Pommern | Bogislaw V. von Pommern | Bogislaw V. von Pommern | Bogislaw V. von Pommern | Bogislaw V. von Pommern | Bogislaw V. von Pommern |                         |                         |                         |                         |                       |                       |                       |                       |                   |                   | Elisabeth von Polen | Elisabeth von Polen | Elisabeth von Polen | Elisabeth von Polen | Elisabeth von Polen | Elisabeth von Polen |                  |                  |                  |                  |
|               |               |               |               |                      |                      |                      |                      |                       |                       |                       |                       |                       |                       |          |          |                                         |                                         |                                         |                                         |                                              |                                              |                                              |                                              |                                              |                                              |                   |                   |                   |                   |  |  |               |               |               |               |                         |                         |                         |                         |                         |                         |                         |                         |                         |                         |                       |                       |                       |                       |                   |                   |                     |                     |                     |                     |                     |                     |                  |                  |                  |                  |
|               |               |               |               |                      |                      |                      |                      |                       |                       |                       |                       | Karl IV.              | Karl IV.              | Karl IV. | Karl IV. | Karl IV.                                | Karl IV.                                |                                         |                                         |                                              |                                              |                                              |                                              |                                              |                                              |                   |                   |                   |                   |  |  |               |               |               |               |                         |                         |                         |                         |                         |                         |                         |                         | Elisabeth von Pommern   | Elisabeth von Pommern   | Elisabeth von Pommern | Elisabeth von Pommern | Elisabeth von Pommern | Elisabeth von Pommern |                   |                   |                     |                     |                     |                     |                     |                     |                  |                  |                  |                  |
|               |               |               |               |                      |                      |                      |                      |                       |                       |                       |                       | Karl IV.              | Karl IV.              | Karl IV. | Karl IV. | Karl IV.                                | Karl IV.                                |                                         |                                         |                                              |                                              |                                              |                                              |                                              |                                              |                   |                   |                   |                   |  |  |               |               |               |               |                         |                         |                         |                         |                         |                         |                         |                         | Elisabeth von Pommern   | Elisabeth von Pommern   | Elisabeth von Pommern | Elisabeth von Pommern | Elisabeth von Pommern | Elisabeth von Pommern |                   |                   |                     |                     |                     |                     |                     |                     |                  |                  |                  |                  |
|               |               |               |               |                      |                      |                      |                      |                       |                       |                       |                       |                       |                       |          |          |                                         |                                         |                                         |                                         |                                              |                                              |                                              |                                              |                                              |                                              |                   |                   |                   |                   |  |  |               |               |               |               |                         |                         |                         |                         |                         |                         |                         |                         |                         |                         |                       |                       |                       |                       |                   |                   |                     |                     |                     |                     |                     |                     |                  |                  |                  |                  |
|               |               |               |               |                      |                      |                      |                      |                       |                       |                       |                       |                       |                       |          |          |                                         |                                         |                                         |                                         |                                              |                                              |                                              |                                              |                                              |                                              |                   |                   | Anne von Böhmen   |                   |  |  |               |               |               |               |                         |                         |                         |                         |                         |                         |                         |                         |                         |                         |                       |                       |                       |                       |                   |                   |                     |                     |                     |                     |                     |                     |                  |                  |                  |                  |